# Anergatides
Anergatides é um gênero de insetos, pertencente a família Formicidae.

## Espécies
- Anergatides kohli